# Quincy-le-Vicomte
Quincy-le-Vicomte település Franciaországban, Côte-d’Or megyében. Lakosainak száma 207 fő (2022. január 1.). Quincy-le-Vicomte Rougemont, Buffon, Fain-lès-Moutiers, Quincerot, Saint-Germain-lès-Senailly, Saint-Rémy, Senailly, Aisy-sur-Armançon és Bierry-les-Belles-Fontaines községekkel határos.

## Népesség
A település népességének változása:
| Lakosok száma | 209  | 171  | 172  | 193  | 199  | 206  | 211  | 204  | 200  | 207  |
|               | 1968 | 1982 | 1990 | 2006 | 2013 | 2015 | 2017 | 2019 | 2020 | 2022 |